# Jiaobei, Anhui
Jiaobei (kinesiska: 焦陂) är en köping i östra Kina. Den ligger i Funan härad i staden Fuyang i provinsen Anhui, omkring 170 kilometer nordväst om provinshuvudstaden Hefei. Antalet invånare är 43101. Befolkningen består av 24 314 kvinnor och 18 787 män. Barn under 15 år utgör 26,0 %, vuxna 15-64 år 62 %, och äldre över 65 år 10,0 %.